# Epieremulus circulus
Epieremulus circulus är en kvalsterart som beskrevs av Yamamoto och Aoki 2000. Epieremulus circulus ingår i släktet Epieremulus och familjen Caleremaeidae. Inga underarter finns listade i Catalogue of Life.